# Anello B
L'anello B è un anello planetario del pianeta Saturno; si tratta dell'anello più brillante assieme all'anello A, che si trova al suo esterno. A differenza di quest'ultimo, tuttavia, l'anello B si compone di innumerevoli anelli minori, alcuni dall'orbita eccentrica; sono inoltre presenti regioni in cui la densità di polveri è maggiore, che conferiscono all'anello un caratteristico aspetto a raggiera.